# Trensasco
Trensasco è una frazione di 170 abitanti del comune di Sant'Olcese, nella città metropolitana di Genova, l'unica localizzata in val Bisagno. La località, geograficamente molto prossima a Genova, ma ben distinta dal contesto cittadino grazie ad una naturale quinta di colline, è apprezzata dagli escursionisti, che a piedi, in mountain bike o talvolta anche a cavallo, percorrono il pittoresco itinerario che si snoda dal Parco delle Mura sino alla città.

## Geografia fisica

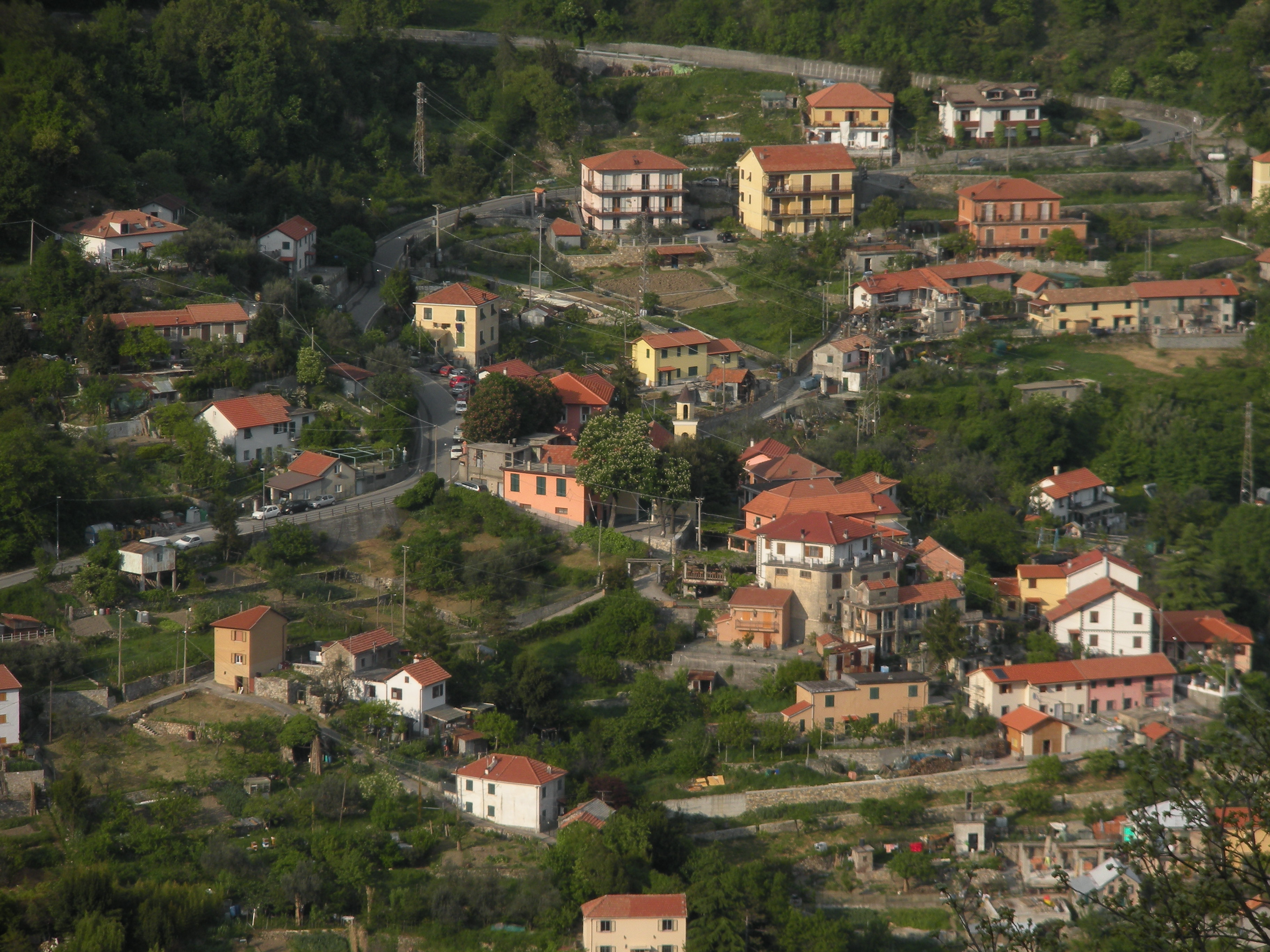
Scorcio del paese

### Territorio
Il territorio è tipico del versante appenninico genovese sul lato mare, con terreni brulli e scoscesi; sulle pendici dei monti domina la quercia; molto diffuso anche l'alloro, che si accompagna a varie tipologie di alberi da frutto. Oltre ai rilievi verso Sud, che separano la zona dalla città (monte Trensasco, m 399; monte Pinasco, m 312), in direzione Nord-Est si trova il monte Bastia (m 447) e ad Ovest la caratteristica sagoma della punta Cornara (m 633). Guardando verso Nord, domina lo scenario il monte Diamante (m 667), su cui svetta l'omonima fortificazione settecentesca, parte dell'imponente sistema dei forti di Genova, in buona parte preservati a tutt'oggi, sebbene non ancora adeguatamente valorizzati. 
Grazie all'esposizione a sud e ai monti che circondano tutt'attorno la valle, Trensasco gode di un clima particolarmente mite in inverno, cui fa da contraltare un clima piuttosto afoso in estate (da cui il locale detto Chi vuol provare le pene dell’inferno vada a Trensasco d’estate e a Casanova d’inverno).
La frazione possiede molte sorgenti ed è attraversata da numerosi rivi (secondo alcuni linguisti, l'antico suffisso ligure "-asco" indicherebbe appunto località ricche d'acqua), fra i quali i due rami del rio Moinasso (sorgenti della Fontanassa); da essi si genera il rio Trensasco, che, dopo circa 2,5 km di corso, confluisce nel torrente Bisagno. 

### Fauna
La fauna selvatica è caratterizzata, per i mammiferi, dal capriolo, dal riccio, dal cinghiale e da significative presenze di volpe; fra gli uccelli, si possono ad esempio citare il fringuello, la cinciallegra, il pettirosso, il merlo, la ghiandaia, la cornacchia nera, il cuculo e la poiana.

## Monumenti e luoghi d'interesse

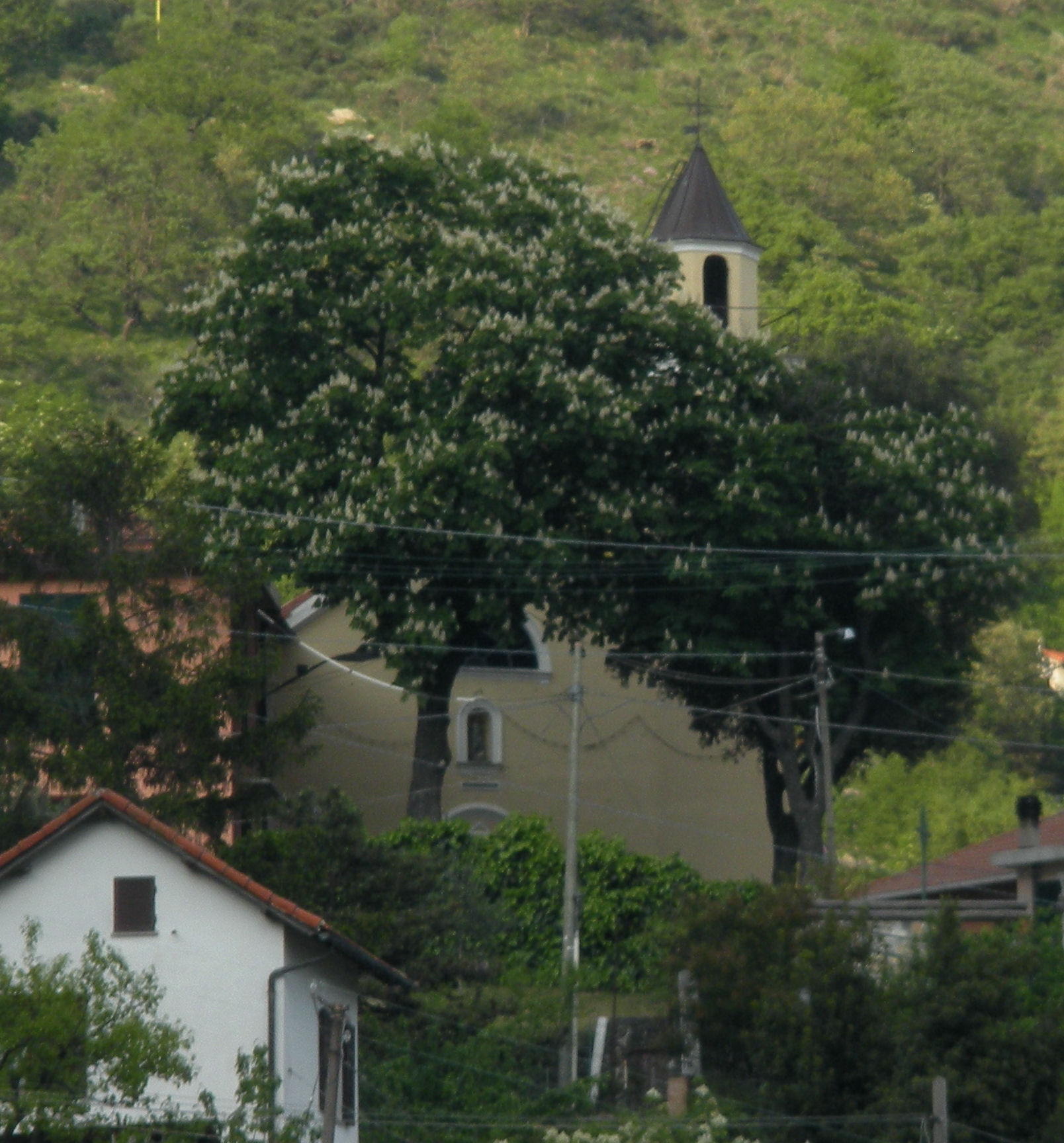
Scorcio della chiesa parrocchiale dei Santi Rocco e Sebastiano

La locale chiesa parrocchiale è intitolata ai santi Rocco e Sebastiano, originata da un'antica cappella già esistente nel Cinquecento come succursale della parrocchia di Santa Margherita di Casanova; fu riedificata in forma attuale nel 1871 col caratteristico campanile a guglia ottagonale. Eretta in parrocchia autonoma nel 1951, subì importanti restauri nel 1994 (quando fu consacrata insieme al nuovo altare dall'arcivescovo di Genova card. Giovanni Canestri) e successivamente nel 2008. Il sagrato della chiesa, da cui si gode di un ampio panorama verso la punta Cornara, si trova a quota 262 m s.l.m., circondato dal nucleo originario del paese.
Nel fondo della valletta dominata dal paese, presso la località Presa di Trensasco - che deve appunto il suo nome all'antica presa d'acqua dell'acquedotto storico di Genova, realizzata nel 1275 - erano presenti alcuni mulini (Molini di Trensasco), ancora in numero di quattro nel 1835, e poco più a sud un'antica fornace, tuttora visibile, utilizzata per la produzione della calce.
Nella parte alta del paese esistono ancora tratti dell'antica via del sale che, proveniente da Genova, attraversava in alto tutta la vallata correndo quasi parallelamente all'attuale tracciato del nuovo acquedotto per poi dirigersi in prossimità del valico della costa di Trensasco verso la val Polcevera e la valle Scrivia.
In alto, sulla collina che sovrasta il paese verso il monte Bastia, durante i lavori di scavo del metanodotto fu rinvenuto un insediamento rurale di epoca romana imperiale ove furono ritrovati significativi reperti quali monete e ceramiche.

## Infrastrutture e trasporti
La parte più alta della frazione è servita da una fermata della pittoresca ferrovia Genova-Casella, a scartamento ridotto; l'ubicazione della stessa, tuttavia, a circa 100 m più in alto rispetto al centro del paese, ne limita ormai l'utilità essenzialmente all'ambito escursionistico.
Il paese propriamente detto è inoltre servito da un'autolinea feriale, esercita per conto di AMT, in partenza dal quartiere genovese di Staglieno (piazzale Resasco). Il collegamento stradale più diretto con la città è costituito dalla SP 80, detta appunto "di Trensasco", aperta al traffico nel 1971.

## Cultura

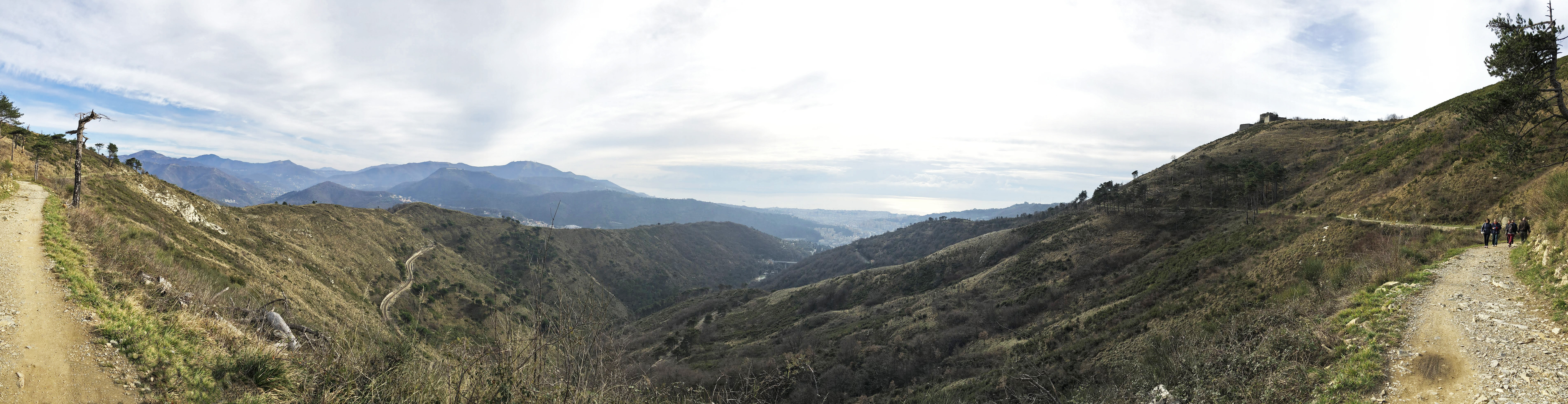
Panorama dal percorso escursionistico dal Righi a Trensasco

### Eventi
La festa patronale di san Rocco, il 16 di agosto, viene celebrata con una processione nobilitata dalle antiche confraternite di portatori di Cristi, tipiche della tradizione popolare ligure; generalmente, nella processione, i Cristi sfilano in numero di tre, di cui uno moro, il più grande e riccamente decorato, oltre al carro con la statua del santo.
Durante la stagione estiva, il paese si anima di numerose sagre e serate gastronomiche e musicali, tra le quali la festa della birra (solitamente l'ultimo weekend di luglio), le già citate san Rocco e san Rocchino (16-17 agosto) e la festa della paella e sangria (il primo weekend di settembre), che riscuote ogni anno maggior successo.

## Economia
Tra la fine dell'Ottocento e il Novecento nel paese fioriva l'artigianato del corallo; molti degli uomini di questa frazione e di quelle limitrofe erano impegnati nel duro lavoro presso il porto di Genova, per raggiungere il quale scendevano quotidianamente, a piedi, fino alla città. Una curiosa fonte supplementare di reddito era poi costituita dalle neviere, un tempo ricavate sulle pendici del monte Diamante, da cui si traeva neve congelata che veniva trasportata fino al porto di Genova, per essere utilizzata a bordo delle navi.
Attualmente, come in molte realtà analoghe, si assiste ad un fenomeno di pendolarismo verso la città sottostante; sussistono in alcuni casi, sebbene molto circoscritte, piccole realtà di produzione agricola e di attività di ristorazione ("Osteria della Rue" nel centro del paese in prossimità della chiesa).